# 光叶鳞盖蕨
光叶鳞盖蕨（学名：Microlepia calvescens）为姬蕨科鳞盖蕨属下的一个种。

## 扩展阅读
- 維基物種上的相關：光叶鳞盖蕨